# Beau Bassin-Rose Hill
Beau Bassin-Rose Hill ist mit 104.389 Einwohnern (Stand 2017) die drittgrößte Stadt auf der Insel Mauritius und liegt auf einer Hochebene im Zentrum der Insel im Bezirk Plaines Wilhems.

## Geschichte
Von 1788 bis 1868 existierte eine Zuckerfabrik namens Beau-Bassin Sugar Factory. In der Folgezeit ließen sich in der Gegend Geschäftsleute und Händler nieder, woraufhin dort am 1. November 1877 der Ort Beau-Bassin gegründet wurde.
Rose Hill hieß ursprünglich Blondeauville. Es entstand auf dem Land von Blondeau, dem dort zuvor eine Zuckerfabrik gehörte. Als Blondeau Teile des Ortes der Regierung schenkte, wurde der Ort umbenannt und so entstand am 14. April 1868 Rose Hill. 1896 wurde die Verwaltung beider Orte zusammengelegt.

## Einwohnerentwicklung
Die folgende Übersicht zeigt die Einwohnerzahlen nach dem jeweiligen Gebietsstand seit der Volkszählung 1983.
| Jahr             | Einwohner |
| ---------------- | --------- |
| 1983 (Zensus)    | 90.577    |
| 2000 (Zensus)    | 103.872   |
| 2011 (Zensus)    | 103.098   |
| 2017 (Schätzung) | 104.389   |

## Persönlichkeiten
- Jonathan Drack (* 1988), Dreispringer
- Gaëtan Duval (1930–1996), Politiker
- Sahir Edoo (* 1987), Badmintonspieler
- Kate Foo Kune (* 1993), Badmintonspielerin
- Louisiane Gouverneur (* 2001), französische Schauspielerin[3]
- Loys Masson (1915–1969), Schriftsteller
- Georges Paul (* 1996), Badmintonspieler
- Prega Ramsamy (* 1950), Wirtschaftswissenschaftler